# Piotr Pawluć
Piotr Pawluć – polski chemik, profesor nauk ścisłych i przyrodniczych. Profesor w Zakładzie Chemii Metaloorganicznej na Wydziale Chemii Uniwersytetu im. Adama Mickiewicza w Poznaniu oraz prorektor ds. Kadr i Szkół Doktorskich UAM.

## Życiorys
2 lipca 2004 uzyskał doktorat dzięki pracy Reaktywność (dwu)winylopodstawionych związków krzemu w procesach cyklizacji i polimeryzacji katalizowanych kompleksami metali przejściowych, a 19 października 2012 habilitował się na podstawie oceny dorobku naukowego i pracy zatytułowanej Zastosowanie procesów sililującego sprzęgania w selektywnej syntezie funkcjonalizowanych alkenów. 4 stycznia 2021 roku decyzją prezydenta RP otrzymał tytuł naukowy profesora. Pełni funkcję profesora w Zakładzie Chemii Metaloorganicznej na Wydziale Chemii Uniwersytetu im. Adama Mickiewicza w Poznaniu oraz kierownika Szkoły Doktorskiej Nauk Ścisłych UAM. Jest recenzentem dwóch prac doktorskich.
26 kwietnia 2024 wybrany został na funkcję prorektora ds. Kadr i Szkół Doktorskich Uniwersytetu im. Adama Mickiewicza w Poznaniu, którą pełni od 1 października 2024.

## Wybrane publikacje
- 2003: Synthesis and the Main Applications of Silicone Waxes[1]
- 2006: Novel Highly Stereoselective Approach Toward (Z)-1,2-Bis(silyl)ethenes[1]
- 2009: An Improved Synthesis of 2-Aryl-1,1-bis(trimethylsilyl)ethenes[1]
- 2011: (E)-9-(2-Iodovinyl)-9H-carbazole: A New Coupling Reagent for the Synthesis of?-Conjugated Carbazoles[1]
- 2011: A new selective approach to unsymmetrical siloxanes and germasiloxanes via O-metalation of silanols with 2-methylallylsilanes and 2-methylallylgermanes[1]
- 2017: Ruthenium-catalyzed deaminative redistribution of primary and secondary amines[1]